# Étienne Faure
Pour les articles homonymes, voir Faure et Étienne Faure (homonymie).
 (septembre 2024).
Si vous disposez d'ouvrages ou d'articles de référence ou si vous connaissez des sites web de qualité traitant du thème abordé ici, merci de compléter l'article en donnant les références utiles à sa vérifiabilité et en les liant à la section « Notes et références ».
Étienne Faure, né le 6 novembre 1969 à Montélimar (Drôme), est un réalisateur, scénariste et producteur de cinéma français.

## Biographie
Étienne Faure commence à réaliser plusieurs courts métrages : Les Paroles invisibles en 1991 avec Guillaume Depardieu, Thomas Langmann, Olivier Martinez, récompensé dans de nombreux festivals, puis Tous les garçons avec Jean-Claude Brialy, Elodie Bouchez et Thomas Langmann en 1992.
Il a également signé le documentaire Alla ricerca di Tadzio ( « À la recherche de Tadzio ») sur le jeune acteur du film de Visconti Mort à Venise.
Ensuite, il produit et réalise son premier long-métrage In extremis, dans lequel on retrouve Sébastien Roch dans le rôle principal aux côtés de Julie Depardieu, Aurélien Wiik, Jean-Claude Brialy, et Christine Boisson. Il devient un membre de la Société civile des auteurs, réalisateurs producteurs (ARP).
Deux autres productions suivent : le court-métrage Prisonnier et Quoi ? L'éternité?, documentaire sur Arthur Rimbaud pour la télévision avec la participation de Jean-Claude Brialy, Dolorès Chaplin, Jocelyn Quivrin, Christopher Hampton, Bertrand Delanoë, le chanteur Raphaël. Il produit le court-métrage Lapis Lazuli de Boris Diéval avec Johan Libéreau.
Puis il produit et réalise Des Illusions, son deuxième long métrage avec Aurélien Wiik, Catherine Wilkening, Caroline Guérin, Baptiste Caillaud, et Léa Seydoux.
Désordres est son troisième long métrage avec Isaach de Bankolé, Sonia Rolland et Niels Schneider. Le film est sorti en France au mois d’avril 2013.
En mai 2014 il tourne à New-York Bizarre son quatrième long métrage sélectionné au festival international du film de Berlin en 2015 .
En 2019, il tourne Un monde ailleurs, son cinquième film, tourné intégralement en Guyane avec dans les rôles principaux Alain-Fabien Delon, Pierre Prieur, Émile Berling, Paul Bartel, et Ernst Umhauer.
En 2021, il tourne Bizarre Again aux États-Unis, la suite de Bizarre, où il est récompensé par le prix du meilleur réalisateur lors de la première du film a au festival international du film de Palm Springs en 2022.
En 2024, il crée le FIJA, le festival international des jeunes acteurs/actrices à Paris.

## Filmographie
- 1985 : Y a pas le feu de Richard Balducci (assistant réalisateur)
- 1988 : Alla ricerca di Tadzio (court métrage documentaire), réalisateur, scénariste, producteur
- 1991 : Les Paroles invisibles (court métrage), réalisateur, co-scénariste
- 1992 : Tous les garçons (court métrage), réalisateur, scénariste
- 1997 : La Fin de la nuit (court métrage), réalisateur, scénariste
- 2000 : In extremis, réalisateur, scénariste, producteur
- 2004 : Quoi ? L'Éternité (moyen métrage documentaire), réalisateur, scénariste, directeur de la photographie, producteur
- 2004 : Prisonnier (court métrage), réalisateur, scénariste, producteur
- 2009 : Des illusions, réalisateur, scénariste, producteur
- 2013 : Désordres, réalisateur, scénariste, producteur
- 2015 : Bizarre, réalisateur, scénariste, producteur
- 2020 : Un monde ailleurs, réalisateur, scénariste, producteur
- 2022 : Bizarre Again, réalisateur, scénariste, producteur